# Abbaye de Saint-Michel
Pour les articles homonymes, voir Abbaye Saint-Michel et Saint-Michel.
L'abbaye de Saint-Michel ou abbaye de Saint-Michel en Thiérache est une abbaye bénédictine située à Saint-Michel, dans la Thiérache, au nord-est du département de l'Aisne.

## Histoire
La première chapelle fut fondée en 693 à l'initiative saint Ursmer, qu'il place sous la protection de l'archange saint Michel. Le lieu donne naissance à un pèlerinage après sa mort, au début du VIIIe siècle. C'est sur ce lieu, au milieu du Xe siècle, que l'abbaye est fondée par Eilbert (ou Ybert) de Ribemont et son épouse Hersinde (ou Hersent), fille du comte de Chimay, aidés par un groupe de moines irlandais évangélisateurs. Cette abbaye a été créée pour encourager les ermites irlandais à abandonner leurs habitudes de peregrinatio (érémitisme). L'abbaye va très vite adopter la Règle de saint Benoît (au détriment de la règle de saint Colomban, alors généralement suivie par les moines irlandais continentaux). Alors richement dotée en terres et en bois, l'abbaye rayonne sur la Thiérache et va connaître son âge d'or aux XIe et XIIe siècles.
L'ensemble abbatial actuel, qui comprend l'église, le cloître et des bâtiments annexes, remonte au XIIe siècle. L'abbaye a connu, depuis sa création, diverses reconstructions. Le transept et le chœur de l'église, ainsi que les baies de la salle capitulaire sont de style gothique et datent de la fin du XIIe siècle.
Entre 1181 et 1185, le pape Lucius III confirme par une bulle la décision rendue par les évêques de Soissons, de Laon et de Tournay à la suite d'une contestation survenue entre l'abbaye de Foigny et celle de Saint-Michel en Thiérache, au sujet de la possession de certaines forêts (XIIe siècle (1181-1185), à Velletri, le 18 des calendes de janvier ; cri latin). Pièce admirablement écrite, et très bien conservée
L’abbatiale Saint-Yved de Braine, près de Soissons, imita le style de celle de Saint-Michel, en particulier pour les deux paires d’absidioles posées obliquement par rapport au chœur et à l’abside, ainsi que pour la grande rose à rayon du croisillon nord.
Au début du XVIIe siècle, l'abbé Jean-Baptiste de Mornat, prêtre d'origine vénitienne arrivé en France dans la suite de Marie de Médicis, aumônier et conseiller des rois Henri IV et Louis XIII, restaure l'abbaye : la façade et la nef de style classique datent de son abbatiat. Après un incendie en 1715, les bâtiments monastiques autour du cloître furent reconstruits.
L'abbaye bénéficie de multiples protections au titre des monuments historiques acquises aux XIXe et XXe siècles: classement dans la liste de 1862 pour le chœur de l'église, classement du transept en 1889, classement du cloître et de la cour intérieure en 1951, inscription des autres parties de l'abbaye en 1927, inscription en 2010 de la nef de l'église, des façades, de l'enclos monastique, du réseau hydraulique et du logis d'hôtes.

### Incendie du 6 et 7 mai 1971
Pendant la nuit, un incendie provoqué probablement par un court-circuit s'est produit dans une aile de l'abbaye et se propagea dans les parties hautes de l'édifice et de l'abbatiale qui furent complètement détruites, nécessitant une longue et coûteuse reconstruction.

## Église abbatiale

### Le chœur

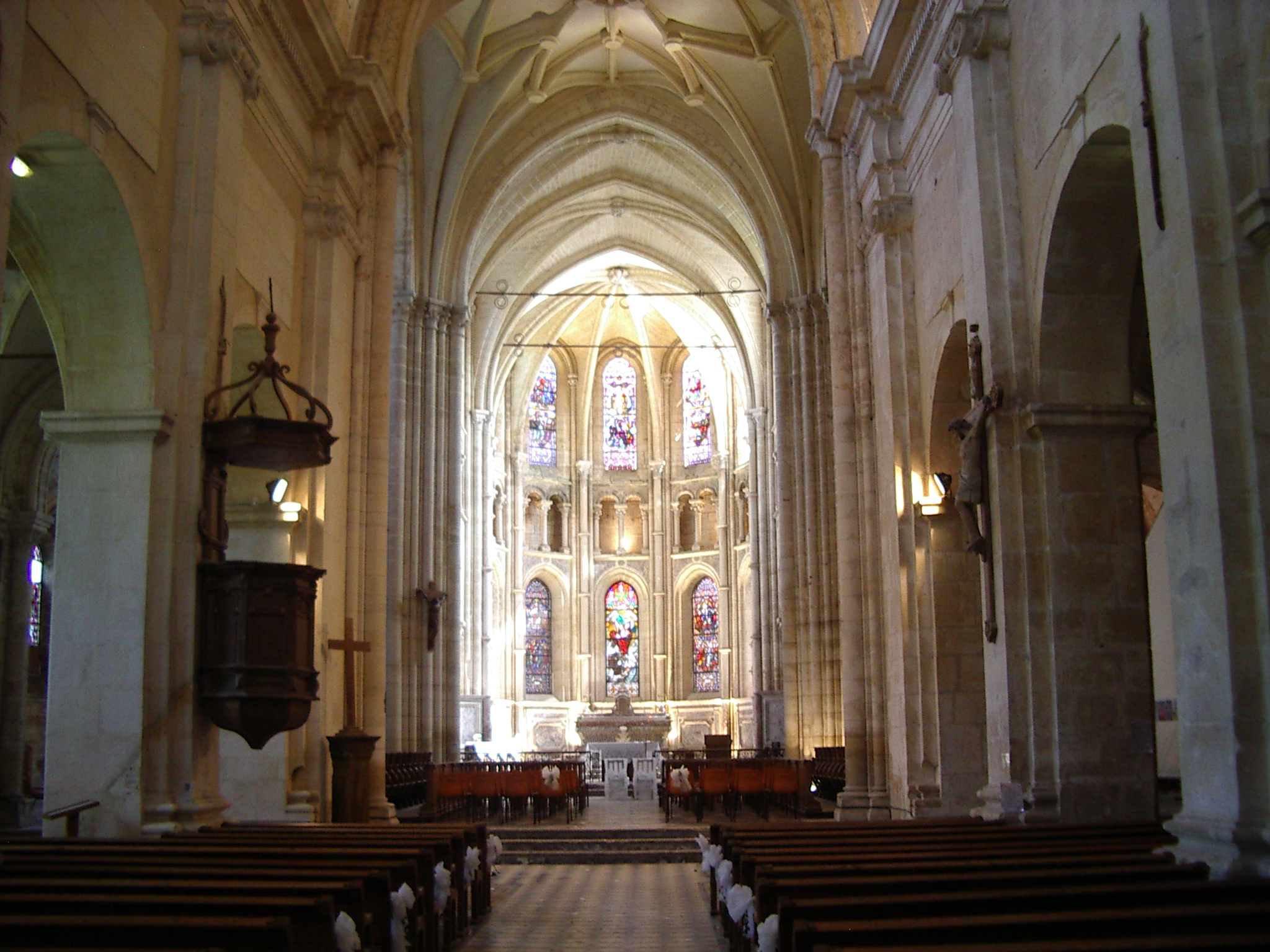
Le chœur.

Le chœur de l'église abbatiale, du XIIe siècle, est la partie la plus ancienne de l'abbaye. L'originalité de ce chœur réside dans le fait que les chapelles absidales sont implantées à 45° par rapport au centre de chœur. Au XVe siècle, les murs du chœur ont été revêtus de marbre. Derrière l'emmarchement du maître-autel, on peut voir la tombe de l'abbé Jean-Baptiste de Mornat, restaurateur de l'abbaye. La croisée du transept était surmontée à l'origine par une tour-lanterne qui a été remplacée par une flèche en charpente recouverte d'ardoises.

### Le transept
Le bras nord du transept est éclairé par une grande rose de 7,15 m de diamètre hors-œuvre.

### La nef
La nef présente des voûtes d'ogives dont les clés sont sculptées avec des figures de moines regardant vers le sol et dont la tête est orientée vers l'ouest. Au XVIIe siècle, la nef a été dotée d'un décor classique : grandes arcades en plein cintre, pilastres et chapiteaux ioniques des piles latérales...
Dans la nef se trouve l'orgue de Jean Boizard, du début du XVIIIe siècle.

### Les orgues
L'église abrite en outre depuis 1714 un orgue remarquable, l'orgue historique de Jean Boizard, classé monument historique en 1950. D'après le chercheur Alain Gigot, l'église avait été classée dès 1837 et inscrite à l'Inventaire supplémentaire des monuments historiques en 1927.
Un festival de musique et de chant y est organisé chaque année en juin et juillet.

## Le cloître

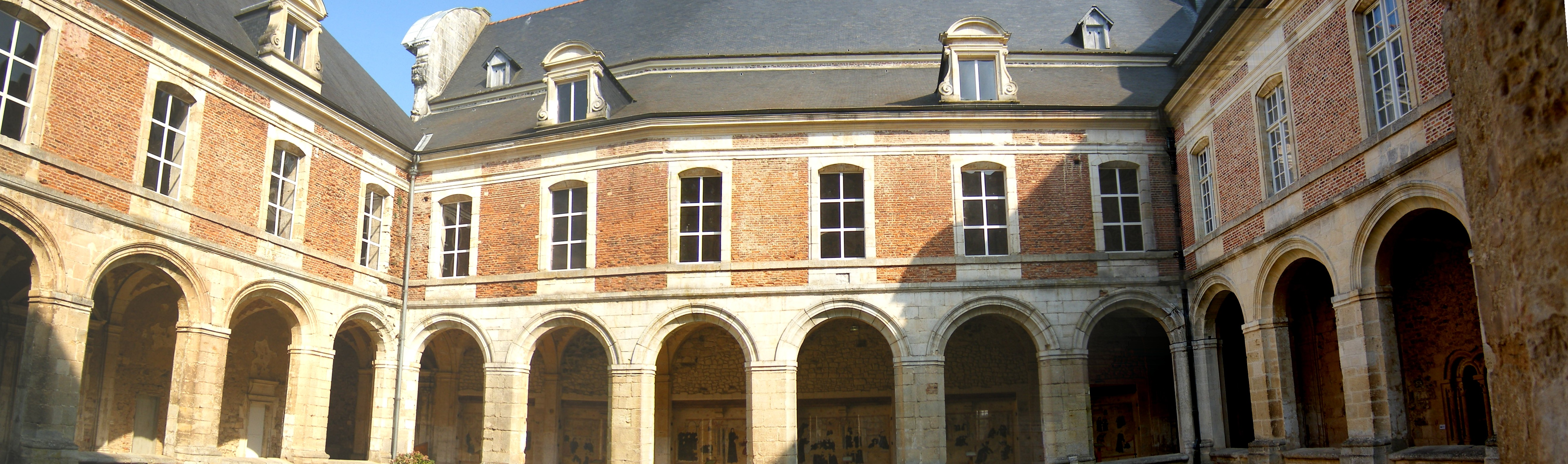
Cloître.

Un ensemble exceptionnel de peintures murales racontant la vie de saint Benoît datant du XVIe siècle a été mis au jour dans la galerie nord du cloître et a fait l'objet d'une restauration.

## Artistes et musiciens célèbres
Beaucoup d'artistes se sont produits et cela depuis de nombreuses années dans le cadre de l'abbaye et sous son orgue. Parmi eux on peut citer :
- Anne-Sophie Mutter, lors d'une série de concerts de solidarité, y a joué accompagnée de jeunes solistes. Organisation : fondation Anne-Sophie Mutter (aide les jeunes du monde entier à débuter dans le métier). Anne-Sophie Mutter est venue avec son violon "l’Emiliani" un Stradivarius de 1703. La prestation avait bien failli être annulée en raison de la sécurité exigée par la compagnie d'assurance et assurée par des agents du Conseil départemental de l'Aisne (le conseil municipal de Saint-Michel s'étant opposé à l'époque au financement d'une entreprise privée de sécurité uniquement pour la surveillance de l'instrument).

## Discographie
Quelques enregistrements réalisés sur l'orgue de Boizard (1714).
- Louis Couperin. L'œuvre d'orgue jan willem jansen (Orgue Saint Michel-en-Thiérache). 1998.
- Brossard, Daquin, Balbastre, Dandrieu, Lebègue. Une nuit de Noël (Orgue J. Boizard Saint Michel-en-Thiérache), 1998.
- Louis-Antoine Dornel, Pièces d'orgue & Simphonies (Orgue J. Boizard à Saint Michel-en-Thiérache), 1999.
- Lambert Chaumont, Pièces d'orgue serge schoonbroodt (Orgue J. Boizard à Saint Michel-en-Thiérache), 1999.
- Jean-Adam Guilain, Quatre suites pour le Magnificat, André Isoir (Orgue J. Boizard à Saint Michel-en-Thiérache), 2000.
- Jean-Claude Daquin, Œuvres complètes (orgue J. Boizard à Saint Michel-en-Thiérache), 2003.
- Nicolas Lebègue, Pièces d'orgue et motets (orgue Jean-Boizard à Saint Michel-en-Thiérache), 2005.
- Guillaume-Gabriel Nivers, Messe, Suites et Motets (orgue J. Boizard Saint-Michel-en-Thiérache), 2006.
- Michel Corrette, Concertos pour orgue & Noëls (Orgue J. Boizard Abbaye de Saint-Michel-en-Thiérache), 2008.